# Емельянов, Василий Ильич
Василий Ильич Емельянов — советский хозяйственный, государственный и политический деятель, Герой Социалистического Труда.

## Биография
Родился в 1918 году в станице Орджоникидзевской. Член КПСС.
Участник Великой Отечественной войны, штурман эскадрильи 406-го армейского ночного бомбардировочного Севастопольского ордена Кутузова авиационного полка. С 1946 года — на хозяйственной, общественной и политической работе. В 1946—1976 гг. — студент агрономического факультета Горского государственного университета, агроном, председатель колхоза «Победа» Сунженского района Чечено-Ингушской АССР.
Указом Президиума Верховного Совета СССР от 23 июня 1966 года присвоено звание Героя Социалистического Труда с вручением ордена Ленина и золотой медали «Серп и Молот».
Умер до 1985 года.